# 田村啓美
田村 啓美（たむら ひろみ、1968年8月24日 - ）は、青森放送（RAB）の幹部社員で同局元アナウンサー。埼玉県朝霞市出身。明海大学卒業後、1992年4月入社。同期は原口太平（のちの原口大平）、上明戸華恵。現在は制作局ラジオ制作部専任部長を担当。

## 来歴
- アナウンサーを目指したのは、子供の頃にTBSテレビで放送されていた『おはよう700』を見ていて、生中継の女性アナウンサーの姿に憧れたからとのこと[注 3]。
- 入社後、若者向けラジオ番組を長く担当している。1999年まで担当していた夜のラジオワイド番組『金曜ワラッター』では「ハッショリーナ」という愛称で親しまれていた。
- スポーツはジャンルを問わず好きである（特にマラソンは各大会にたびたび出場）
- ねぶた祭では地元の連に参加して太鼓を担当している
- 青森放送の女性アナウンサーで初めてスポーツ中継の実況を行った。また、青森県民駅伝競走大会の中継では、バイクの後部座席に乗り、走行しながら実況を行った。
- さまざまなコスチュームを着てリポートすることもあり、中継で港から海の幸を紹介する時には、漁師の格好をすることがある。
- 東北のボウリング大使として任命されている。腕前はセミプロ級。
- 平成18年（2006年）度の第28回NNSアナウンス大賞テレビ部門大賞に選ばれた[注 4]。
- 2012年6月20日放送『あおもりTODAY』のエンディングにて、自身の入籍を発表した。
- 2013年10月1日付けで、テレビ制作部に異動[注 5]。但し、ニュース等を除くテレビ・ラジオの番組は継続出演。
- 2014年3月末でラジオの出演は一旦終了し、テレビの制作・出演に専念する。
- 2016年3月末でテレビの出演は一旦終了。
- 2016年4月1日付けでラジオ制作部に異動。
- 2017年、ディレクター・出演を担当したラジオ番組『GO!GO!らじ丸』が「なつめ広告代理店」コーナーにおけるLBGTパレード応援企画で日本民間放送連盟賞ラジオ教養番組部門優秀賞を受賞[8]
- 2018年4月1日付けの人事異動でアナウンス部に復帰[注 6]。アナウンス部長に就任。[要出典]
- 2023年4月1日付けの人事異動で制作局ラジオ制作部専任部長に就任。テレビアナウンサーからは一線を退く形となった。
- 同年4月からラジオ新番組「朝わい！くりっぷ」の木曜パーソナリティを担当している。

## 現在の担当番組

### ラジオ
- 朝わい！くりっぷ（木曜日、2023年4月6日 - ）[10]
- 番組ではないが、局名告知（月曜3時59分、火曜〜日曜4時59分と日曜24時30分）も担当している。

## 過去に担当した番組

### テレビ
- 金曜ワイドあおもり（「横丁花子」の別名で中継リポーターを担当）
- 知ればしるほど!!あおもり県
- @なまてれ[注 7]
- ズームイン!!SUPER（青森県内中継担当）[注 8]
- 全東北民謡選手権大会
- 月刊 元気一番"生"テレビ
- ZIP!FRIDAY（2012年4月6日 - 2016年3月25日）
- 東奥日報ニュース[注 9]

### ラジオ
- おはようワイドあおもり
- 金曜ワラッター
- ナイトブリッジ・フォー・ユー 「 スタミナラジオ～お元気Sensation～ 」
- お昼はいただきミュージックランチ
- アイドルどんどん
- 岡田照幸とサタデー夢ラジオ
- 美味しく食べてヘルスケア
- モーニングCube（2013年9月27日まで担当）
- RABニュースレーダー[注 10]
- あおもりTODAY（水曜担当、2014年3月まで担当）
- 海の気象ニュース
- GO!GO!らじ丸（火曜日、2016年4月5日 - ）[注 11]
- まるごと歌謡曲!（2007年7月、前任者原口太平の後を受けて放送開始、2014年3月まで担当。2018年4月2日より担当再開）[注 12]
- 元気 長生き 青森県（良平のラジオにおいでよ!!内、2016年5月29日-）[注 13]
- 東奥日報ニュース
- ニュース&ウェザー
- 伊奈かっぺい 旅の空うわの空（2019年7月1日 - ）

### ディレクター
- 大相撲をより面白く観る方法（2016年4月 - 2017年9月29日)
- GO!GO!らじ丸（月曜担当、2016年4月4日 - 2018年3月26日）
- 朝ワイ!ダッシュ（水曜担当、2016年4月6日 - 2018年3月28日）
- 今日も!あさぷり（水曜担当、2016年4月6日 - 2018年3月28日）